# Eduardo Ordóñez
Eduardo Ordóñez Munguira (San Juan, 13 de octubre de 1910 - San Juan, 15 de marzo de 1969) fue un futbolista profesional que jugaba de centrocampista, además de haber sido barítono puertorriqueño.

## Biografía
Eduardo Ordóñez debutó como futbolista profesional en 1926 con el Real Madrid Football Club, donde tras disputar una única temporada con presencia en el Campeonato Regional Centro y el Campeonato de España de Copa, recaló en el Atlético de Madrid a los 19 años de edad, donde se convirtió en el primer futbolista puertorriqueño en disputar la liga española, tras instaurarse en la temporada 1928-29. Tras cinco años en el club recaló nuevamente en el Madrid Football Club —el cual perdió su alusión monárquica tras la instauración de la Segunda República—. Nuevamente, tan sólo jugó una temporada con los blancos (tres partidos), y en 1933 retornó al Atlético de Madrid para retirarse como futbolista en 1935.
Cuando se retiró del fútbol, se centró en su otra gran pasión, la ópera. Debutó como barítono en Bilbao el 1 de enero de 1941. El éxito de Eduardo Ordóñez fue apoteósico y la crítica de la época alabó la actuación del barítono colchonero por poseer una voz bellísima y ser un consumado actor. Así comenzó una brillante labor operística. En 1959 fue elegido para entrenar a la selección de fútbol de Puerto Rico para los VIII Juegos Centroamericanos y del Caribe.
Eduardo Ordóñez falleció en San Juan, Puerto Rico, el 16 de marzo de 1969 a los 58 años de edad.

## Estadísticas

### Clubes
| Club               | País   | Año     | Partidos | Goles |
| ------------------ | ------ | ------- | -------- | ----- |
| Real Madrid F. C.  | España | 1926-27 | 8        | 1     |
| Atlético de Madrid | España | 1927-32 | 117      | 8     |
| Madrid F. C.       | España | 1932-33 | 3        | 0     |
| Atlético de Madrid | España | 1933-35 | 28       | 0     |

### Entrenador
| Club        | País        | Año     |
| ----------- | ----------- | ------- |
| Puerto Rico | Puerto Rico | 1959-60 |